# Museo della scienza (Londra)
Il Museo della scienza di Londra è uno dei tre maggiori musei lungo la Exhibition Road a South Kensington. Fu fondato nel 1857 e al giorno d'oggi costituisce una delle principali attrazioni culturali della capitale inglese.
Come molti altri musei che si basano sulle donazioni, non richiede il pagamento di un biglietto. Ad ogni modo, in occasione di esposizioni temporanee, potrebbero essere applicate delle tariffe speciali.

## Origine e storia
Un primo museo fu fondato nel 1857 sotto Bennet Woodcroft con dei pezzi in prestito dalla collezione della Royal Society of Arts e articoli rimasti in eccesso dalla Grande Esposizione. Inizialmente, tale museo si presentava come una sezione speciale del South Kensington Museum, insieme a quello che oggi è il Victoria and Albert Museum. Ne faceva parte anche una raccolta di macchinari che andò poi a costituire il Museo dei Brevetti, costruito nel 1858, e il Museo dell'Ufficio Brevetti (Patent Office Museum) del 1863. Nel 1885, le Science Collections sono state rinominate Museo della Scienza e nel 1893 è stato nominato un amministratore indipendente.
Quando la regina Vittoria pose la prima pietra per il nuovo edificio destinato a diventare il Museo d'Arte, stabilì che il museo avrebbe dovuto prendere il nome da lei stessa e dal defunto marito. Questa decisione fu applicata, sulle prime, all'intero museo. Tuttavia, quando quel nuovo edificio venne inaugurato circa dieci anni più tardi, il titolo è stato attribuito soltanto alle sezioni che riguardavano l'arte, mentre le collezioni scientifiche dovevano essere separate. Il 26 giugno del 1909, quindi, il Museo della Scienza divenne un museo indipendente dal Victoria and Albert.  I quartieri attuali del Museo della Scienza, progettati da Sir Richard Allison, sono stati aperti al pubblico in più fasi tra il 1919 e il 1928. Questo edificio era conosciuto come East Block ("blocco orientale"), la cui costruzione iniziò nel 1913 e fu temporaneamente fermato dalla prima guerra mondiale. Come suggerisce il nome, esso intendeva diventare il primo edificio di un progetto molto più ampio, che non fu mai realizzato a causa dei due conflitti mondiali, che rimandarono eccessivamente le trattative. Tuttavia, gli edifici adibiti a museo sono stati ampliati ed arricchiti negli anni a seguire, accrescendo la loro importanza. Il Centre Block fu completato nel 1961-1963, negli anni Ottanta invece continuarono ad essere ingranditi gli altri musei, fino al 2000, con un complesso che oggi si estende fino a Queensgate.

## Collezioni

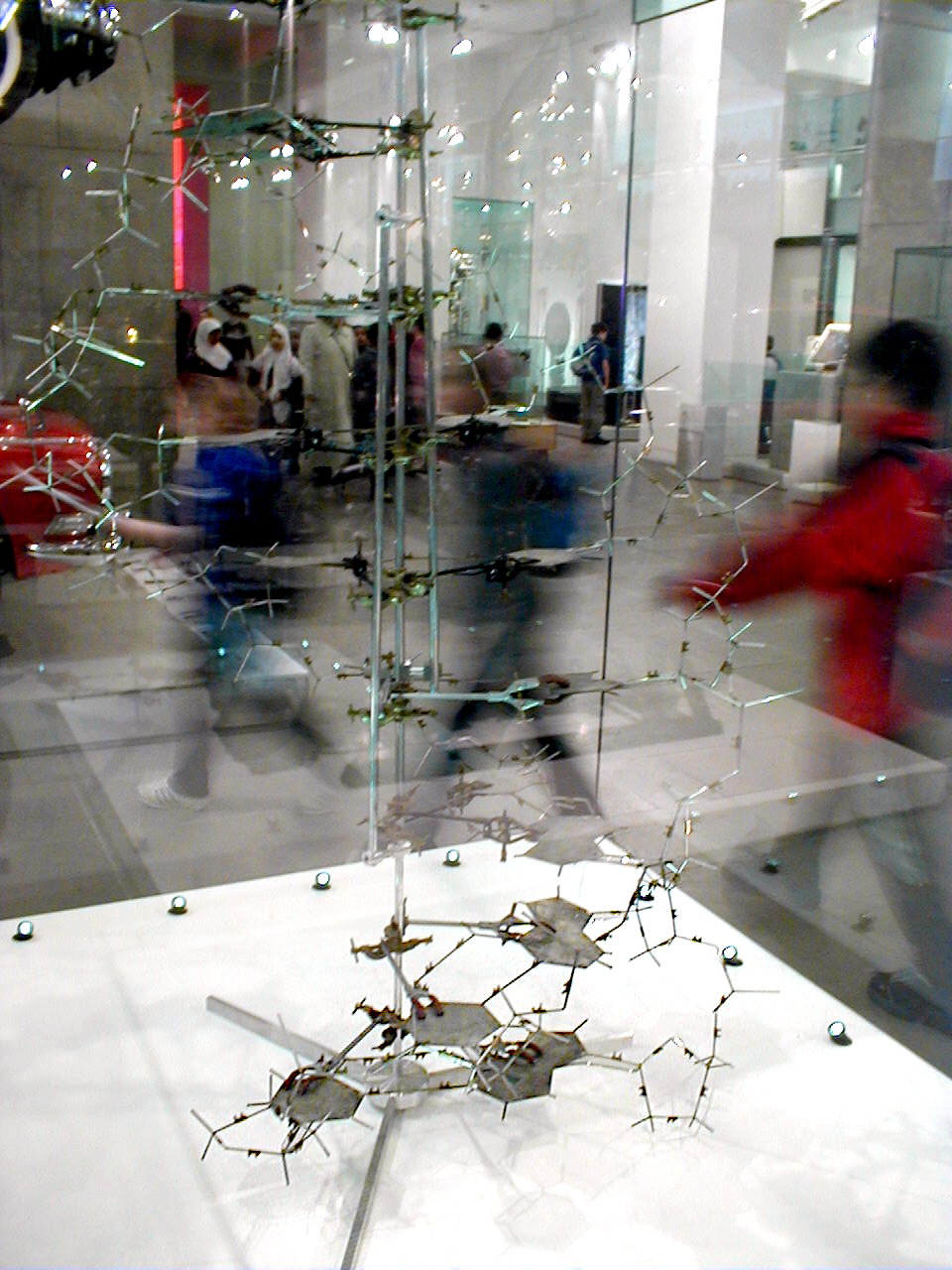
Un modello del 1953 di Watson e Crick che riproduce il DNA

Il Museo della Scienza oggi ospita una collezione di oltre 300.000 oggetti, tra cui articoli famosi come Puffing Billy (la più antica locomotiva a vapore), il primo motore a reazione, una ricostruzione di Francis Crick e il modello di James Watson del DNA, alcuni dei primi motori a vapore, un esempio funzionante di macchina differenziale di Charles Babbage, il primo prototipo dell'Orologio Long Now, e la documentazione della prima macchina da scrivere. Esso contiene anche centinaia di mostre interattive. Il cinema IMAX 3D ha riaperto nel 2020 e mostra documentari di scienza e natura, la maggior parte dei quali in formato tridimensionale, e il Wellcome Wing, che si concentra invece sulla tecnologia digitale. L'ingresso è libero dal 1º dicembre 2001.
Il museo ospita alcuni dei numerosi oggetti raccolti da Henry Wellcome intorno ad un tema medico al primo piano. Le nuove gallerie sulla medicina hanno aperto il 16 November 2019 e sono dedicate a Henri Wellcome e la sua collezione. Le nuove gallerie sono divise in cinque spazi, Medicine and Bodies, Exploring Medicine, Medicine and Treatments, Medicine and Communities e Faith, Hope and Fear. Il museo ha commissionato diverse opere d'arte per questi nuovi spazi, tra i quali la magnifica scultura in bronzo di Rick Genest dal titolo "Self-Conscious Gene" creata da Marc Quinn.
Il Museo della Scienza ha una bibliotecca dedicata e fino al 1960 costituiva la Biblioteca Nazionale della Gran Bretagna per la Scienza, la Medicina e la Tecnologia. Essa detiene serie di periodici, libri antichi e manoscritti ed è usata dagli studiosi di tutto il mondo. Essa ha per un certo numero di anni lavorato in collaborazione con la Biblioteca dell'Imperial College, ma nel 2007 la Biblioteca è stata divisa in due siti. Storie di scienza e di biografie di scienziati sono ancora conservate presso l'Imperial College di Londra. Il resto della collezione che comprende opere scientifiche originali e gli archivi si trovano ora a Wroughton, Wiltshire.
Le collezioni di medicina del Museo della Scienza hanno una portata globale. La nuova Wellcome Wing, con la sua attenzione alle bioscienze, rende il Museo un centro leader a livello mondiale per la presentazione della scienza contemporanea al pubblico.
Il Dana Research Centre and Library, in passato bar e spazio per eventi, ha riaperto al pubblico come centro di ricerca nel 2015. Aperto al pubblico, permette di accedere a 7.000 volumi, che possono essere consultati in situ.
Blythe House, 1979-2019, era uno degli edifici contenenti parte della collezione del Museo della scienza a West Kensington. Il museo sta trasferendo tutti gli oggetti conservati in questo spazio al National Collections Centre, in Wiltshire.

## Science Night
Il Museo della Scienza organizza la "Notte della Scienza" (Astronights in inglese), accompagnata dal motto "stravaganza tutta la notte con un tocco di scienza". Fino a 380 bambini tra i 7 e gli 11 anni, accompagnati da adulti, sono invitati a trascorrere una serata eseguendo divertenti attività legate alla scienza e successivamente trascorrere la notte dormendo nelle gallerie del museo. Al mattino, vengono risvegliati per la colazione e per altra scienza, specialmente seguendo filmati IMAX fino al termine dell'evento.

### The Energy Hall
La Energy Hall ("sala dell'energia") è la prima area che la maggior parte dei visitatori vede appena entra nel museo. La zona è principalmente riempita con iconici motori a vapore di vario tipo, incluso il più antico motore ideato da James Watt e chiamato Old Bess. Questo pezzo da collezione più unico che raro è il simbolo della rivoluzione industriale inglese.

### Exploring Space
Exploring Space ("esplorando lo spazio") è una storica galleria, piena di razzi e reperti che raccontano la storia dell'esplorazione umana dello spazio e i benefici che essa ha portato all'umanità, a cominciare dalle telecomunicazioni.

### Making the Modern World

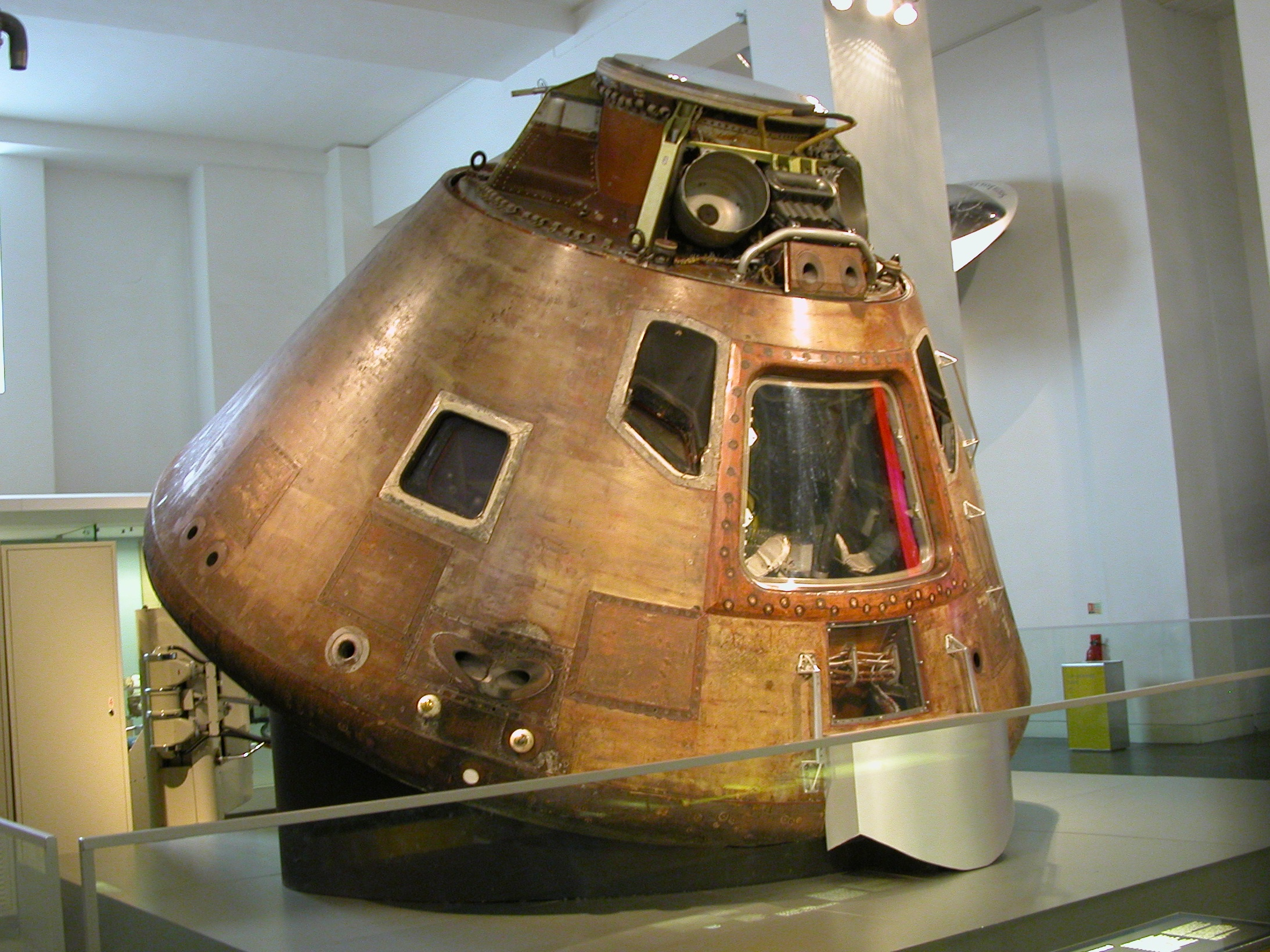
Modulo di Comando dell'Apollo 10 nella Modern World Gallery

Making the Modern World ("realizzando il mondo moderno") è una galleria in cui si trovano alcuni dei reperti iconici più importanti del museo, tra cui la il modulo di comando dell'Apollo 10. Tutti gli oggetti in mostra sono disposti idealmente secondo la linea temporale del progresso tecnologico.

### Flight
Flight ("volo") è un'altra galleria molto importante che si estende verso l'estremità occidentale del terzo piano. In essa si possono trovare molti aeroplani a grandezza naturale e lo stesso dicasi per alcuni elicotteri, incluso il bombardiere biplano Vickers Vimy che fu il primo aereo al mondo a compiere un volo transatlantico senza scalo, nel giugno del 1919, con ai comandi i piloti Alcock and Brown. Si possono anche ammirare anche esemplari di motori di aerei.

### Wonderlab
Si tratta della più popolare delle gallerie del museo, grazie alla sua natura interattiva. Ridisegnata e trasformata da Launchpad a Wonderlab, la galleria è divisa in 7 zone diverse, che spiegano vari concetti scientifici, tra cui Spazio, Materia, Forze. All'interno di questa galleria si trovano gli Explainers, addetti che spiegano come funzionano i dispositivi interattivi e presentano vari show scientifici e dimostrazioni durante la giornata.

## Trasporti
| Service            | Stazione/Fermata         | Lineee/Percorsi seguiti                                                 |
| ------------------ | ------------------------ | ----------------------------------------------------------------------- |
| London Buses       | Kensington Museums       | 360                                                                     |
| London Buses       | Victoria & Albert Museum | 14, 74, 414, C1                                                         |
| London Underground | South Kensington         | La fermata della Piccadilly Line è chiusa fino alla primavera del 2022. |

## Ristrutturazione
Il Museo della Scienza ha subito una serie di lavori di ristrutturazione, parte dei quali allo scopo di aggiornare il museo. La Sala Est è stata finita e il negozio del museo, dopo il rinnovamento, è stato inaugurato nel mese di ottobre 2005. Nel 2014 è stata inaugurata l'apertura di una nuova galleria, Information Age.

## Impatto ambientale
Il museo ha partecipato ad un progetto nel 2009 con l'obiettivo di ridurre le emissioni di carbonio. Un anno dopo si diffuse la notizia che era riuscito a ridurre le emissioni di carbonio del 17%.